# S.O.S. (film 1917)
S.O.S. è un film muto del 1917 diretto da William Buckley, uscito nelle sale USA nel giugno del 1917.

## Produzione
Il film fu prodotto dalla Sunshine Film Corporation

## Distribuzione
Distribuito dalla American Standard Motion Picture Corporation, il film uscì in sala nel giugno 1917.